# Mitas
Mitas is een Tsjechisch bandenmerk, voornamelijk banden voor offroadgebruik, tractoren, landbouwwerktuigen en bouwmachines, vorkheftrucks en vliegtuigen. Het hoofdkantoor van de fabrikant Trelleborg Wheel Systems Czech Republic a.s. is gevestigd in Praag.

## Geschiedenis
De rubberfabriek in Praag-Záběhlice (oorspronkelijk behorend tot Praag-Strašnice) werd in 1933 opgericht als een dochteronderneming van het bedrijf Michelin. In de jaren 1939-1945 behoorde het toe aan het Duitse bedrijf 'Harburger Gummiwarenfabrik Phoenix AG', na de Tweede Wereldoorlog werd het genationaliseerd. Vanaf de lente van 1946 was de naam 'Pneumichelin, n.p. Praha'. In 1947, na een fusie met het bedrijf Veritas in Hrádek nad Nisou, werd het omgedoopt tot Mitas. In 1958 werd het bedrijf ondergebracht in het rubberkombinat Barum.

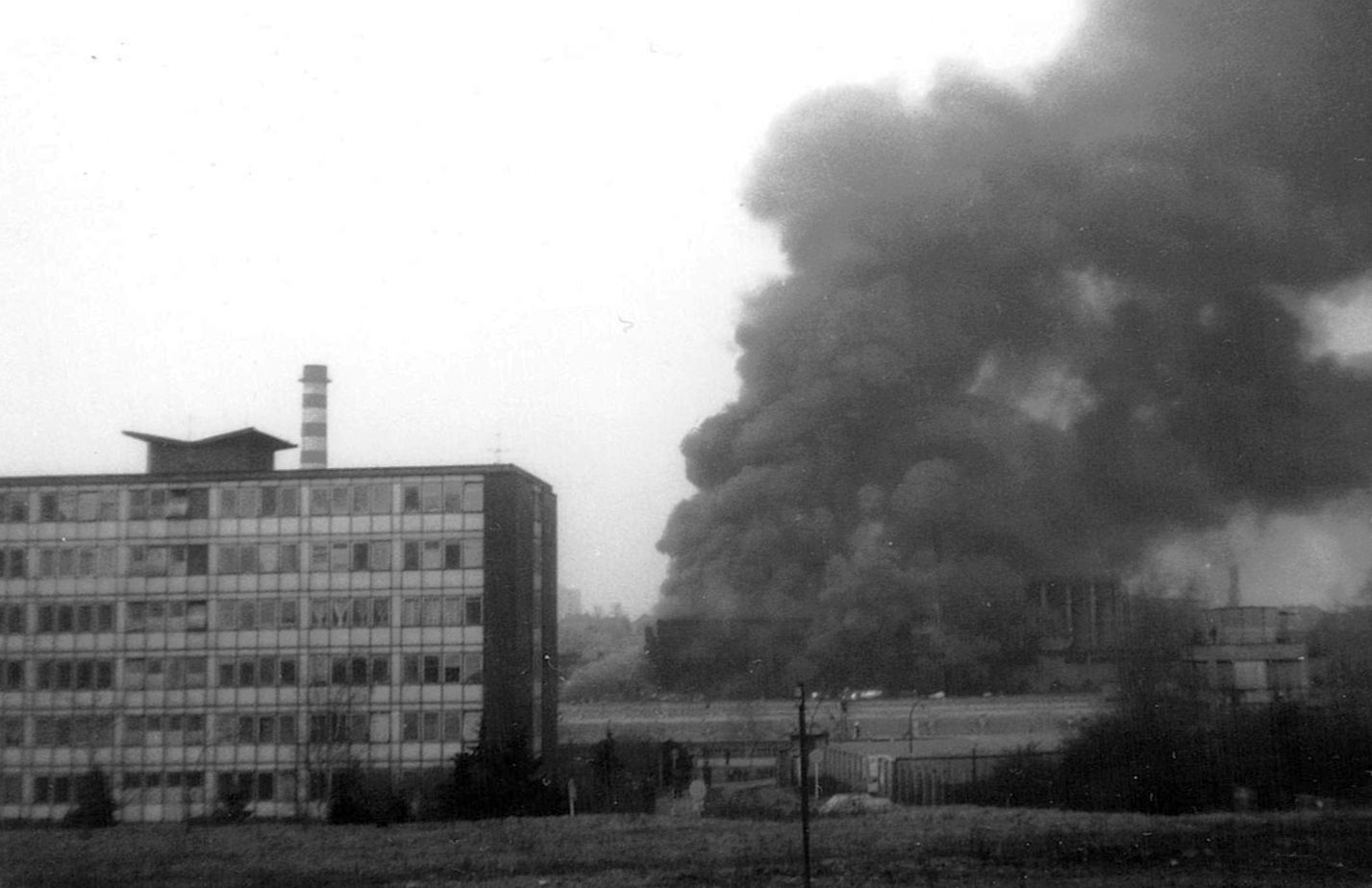
Brand bij Mitas op 14 maart 1985

In maart 1985 brandde de menginstallatie voor rubbersamenstellingen af en in 1993 werd een nieuwe in gebruik genomen.
Na 1990 werd het bedrijf omgevormd tot een naamloze vennootschap. In 1991 werd het eigendom van de Barum Holding, waaruit ČGS Holding (Českou gumárenskou společnost, "Tsjechisch rubberbedrijf") is ontstaan waartoe onder meer Rubena in Náchod en het Sloveense Sava behoorden.
In 2016 werd de holding overgenomen door de Zweedse Trelleborg-groep en hernoemd tot Trelleborg Wheel Systems Czech Republic a.s. Anno 2019 zijn productiebedrijven van Mitas-banden gevestigd te Praag, Zlín en Otrokovice, verder in Servië, Slovenië en in de Verenigde Staten in Charles City, Iowa. Mitas-banden worden over de hele wereld verkocht.